# Ontholestes murinus
Ontholestes murinus is een kever in de familie Staphylinoidea.

## Kenmerken
Volwassen exemplaren bereiken een lengte tot 14 millimeter. Hun hoofd, halsschild en vleugeldeksels zijn donker en meestal gemarmerd in grijstinten en soms bruin. Het pronotum is hoefijzervormig. De buik is behaard zwart. Ook de poten zijn geheel zwart. De antennes zijn bruinachtig aan de basis en worden donkerder naar de punt toe. Ze zijn niet zo lang en krachtig gebouwd als de verwante soort Ontholestes tessellatus. De samengestelde ogen zijn groot en ongeveer even lang als de slapen bij mannen; bij vrouwen zijn de ogen iets langer.

## Habitat
Ze leven in bossen, weilanden en velden, maar ook in tuinen. Ze zijn van het voorjaar tot het najaar te vinden op planten- en dierenresten en karkassen, bij voorkeur op koeienmest en compost, maar ook op boomsap.

## Verspreiding
De kevers komen voor in het Palearctisch gebied, inclusief de Britse eilanden, en zijn afwezig in het Middellandse Zeegebied. 